# Massa Makan Diabaté
Pour les articles homonymes, voir Diabaté.

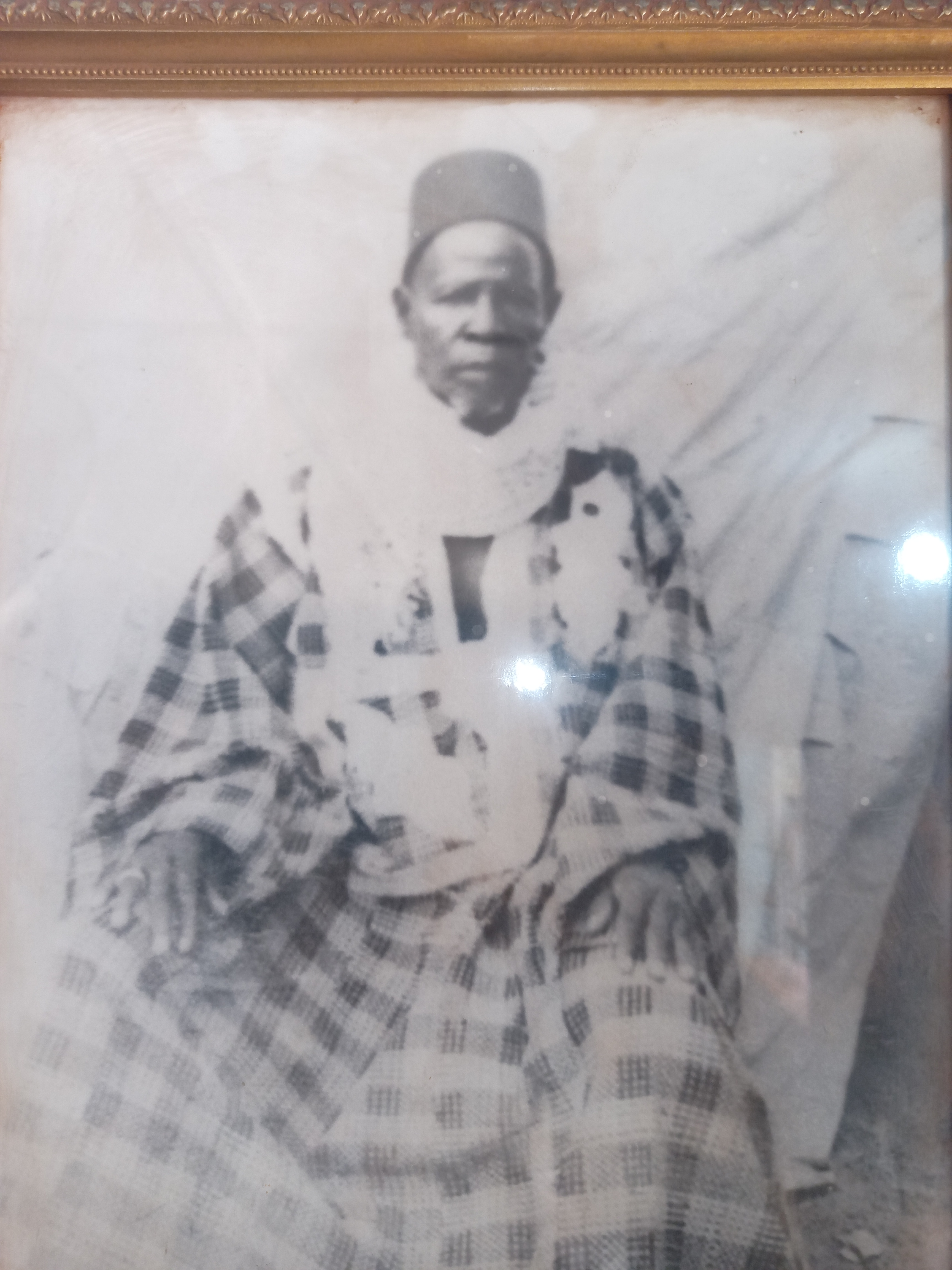
Kèlè Monzon Diabaté, oncle et maître spirituel traditionnel de Massa Makan Diabaté.

Massa Makan Diabaté, né en 1938 à Kita (Mali) et mort le 27 janvier 1988 à Bamako, est un historien et écrivain malien.

## Biographie
Né en 1938 à Kita en pays malinké, Massa Makan Diabaté est issu d’une famille de griots. Son oncle Kélé Monson Diabaté était considéré comme un maître griot et Massa Makan Diabaté dit devoir beaucoup à son enseignement. À partir de l’âge de sept ans, il commence sa formation de griot qui sera interrompue par sa scolarisation à l’école française. Il a étudié en Guinée, et à Paris. Il était inscrit au Lycée Jules Simon de Vannes où il a préparé son baccalauréat de philosophie pendant l'année scolaire 1958-1959.
Ses premiers livres seront la traduction des épopées malinkées et des contes en français. Le Grand prix littéraire d'Afrique noire lui est attribué en 1971 pour Janjon. Sa trilogie romanesque, Le Lieutenant de Kouta (1979), Le Coiffeur de Kouta (1980), et Le Boucher de Kouta (1982) a obtenu en 1987 le Grand Prix international de la Fondation Léopold Sédar Senghor. Le gouvernement malien a baptisé un lycée à Bamako et une salle de théâtre à Kayes à son nom.

## Œuvres
- 1970 : Janjon et autres chants populaires du Mali, Éditions Présence africaine, Paris (Grand prix littéraire d'Afrique noire en 1971[1])
- 1970 : Kala Jata, Éditions populaires, Bamako
- 1973 : Une si belle leçon de patience (théâtre), O.R.T.F/D.A.E.C, Paris
- 1975 : L’Aigle et l’épervier ou la Geste de Soundjata, Éditions Oswald, Paris
- 1979 : Le Lieutenant de Kouta, Éditions Hatier, Paris
- 1980 : Le Coiffeur de Kouta, Éditions Hatier, Paris
- 1980 : Comme une piqûre de guêpe, Éditions Présence africaine, Paris
- 1982 : Le Boucher de Kouta, Éditions Hatier, Paris
- 1985 : L’Assemblée des djinns, Éditions Présence africaine, Paris
- 1988 : Une hyène à jeun (théâtre), Éditions Hatier, coll. « Monde Noir Poche », Paris